# Sulgi Lutfullin
Sulgi Lutfullin (ros. Сульги Лутфуллин, ur. 5 stycznia 1923 w Ałma-Acie (lub w Özgönie), zm. 1991 w Andiżanie) – radziecki wojskowy, młodszy porucznik, Bohater Związku Radzieckiego (1945).

## Życiorys
Był Ujgurem (według innych danych Uzbekiem). Skończył szkołę średnią, mieszkał w mieście Özgön, gdzie pracował w sądzie ludowym. W marcu 1942 został powołany do Armii Czerwonej, od kwietnia 1942 uczestniczył w wojnie z Niemcami, walczył na różnych frontach, w tym Woroneskim i 1 Ukraińskim. Brał udział m.in. w bitwie pod Kurskiem, w operacji biełgorodzko-charkowskiej, sumsko-pryłuckiej, forsowaniu Dniepru, walkach na przyczółku na Dnieprze, operacji kijowskiej, żytomiersko-berdyczowskiej, w tym wyzwalaniu Berdyczowa i operacji proskurowsko-czerniowieckiej. Jako dowódca działa 493 pułku artylerii przeciwpancernej 13 Armii 1 Frontu Ukraińskiego w stopniu starszego sierżanta szczególnie wyróżnił się podczas operacji lwowsko-sandomierskiej i sandomiersko-śląskiej na terytorium Polski, w walkach o rozszerzenie przyczółka na Wiśle, przy forsowaniu Odry i walkach o rozszerzenie przyczółka nad Odrą. W walkach o przyczółek sandomierski 18 sierpnia 1944 trafił z działa 12 czołgów wroga, odpierając 8 kontrataków, niszcząc 5 czołgów i wyprowadzając działo i działon z okrążenia. Przy forsowaniu Odry 29 stycznia 1945 na południe od Ścinawy jako jeden z pierwszych przeprawił się przez Odrę ze swoim działonem. 29–30 stycznia 1945 w walkach o rozszerzenie przyczółka k. Niemstowa ogniem z działa i granatami przeciwpancernymi uszkodził 10 czołgów i dwa transportery opancerzone, jednocześnie unicestwiając ponad pluton niemieckiej piechoty. W 1945 ukończył kursy młodszych lejtnantów 13 Armii, w 1946 został zwolniony do rezerwy w stopniu młodszego lejtnanta. Mieszkał w Andiżanie, w 1964 ukończył Instytut Handlu, pracował w sieci handlowej, m.in. jako kierownik magazynu.

## Odznaczenia
- Złota Gwiazda Bohatera Związku Radzieckiego (10 kwietnia 1945)
- Order Lenina (10 kwietnia 1945)
- Order Wojny Ojczyźnianej I klasy (dwukrotnie, 9 kwietnia 1944 i 11 marca 1985)
- Medal „Za Odwagę” (ZSRR)

I medale.